# 石寅亮
石寅亮（?—?），山西省平定直隸州盂縣人，清朝政治人物、同進士出身。
光緒三年（1877年），参加丁丑科殿試，登進士三甲第94名。同年五月，經吏部掣簽，授即用知縣。